# Pedro Juan Caballero

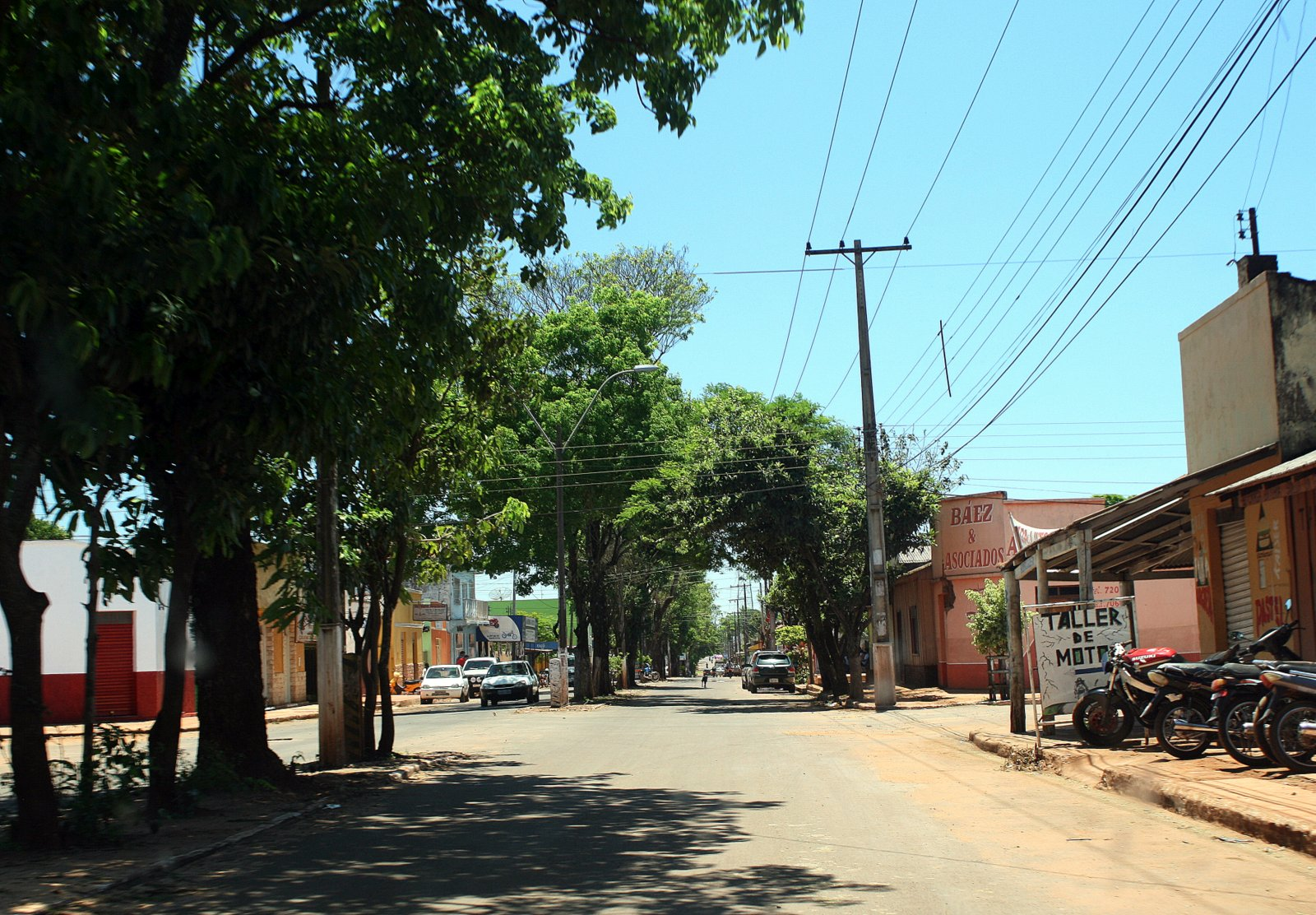
Avenida Teniente Herraro in Pedro Juan Caballero

Pedro Juan Caballero ist eine Stadt mit etwa 120.000 (Stand 2019) Einwohnern im Nordosten Paraguays auf der Grenze zu Mato Grosso do Sul, Brasilien, direkt gegenüber von Ponta Porã. Es ist die Hauptstadt des Departamento Amambay. Pedro Juan Caballero wurde 1893 gegründet. Der namensgebende Politiker (1786–1821) war einer der Führer der paraguayischen Unabhängigkeitsbewegung.

## Wirtschaft
Die Stadt ist vor allem ein Handels- und Einkaufszentrum, in Brasilien bekannt für billigen Alkohol und Konsumgüter, sowie als Zentrum für den Drogenhandel und Schmuggel mit gefälschten Textilien und Elektronikartikeln. In Pedro Juan Caballero gibt es mit China Shopping eines der bekanntesten Einkaufszentren von Paraguay. Bei Pedro Juan Caballero liegt der Flugplatz Aeropuerto Doctor Fuster. Die Stadt liegt am Endpunkt der Nationalstraße Ruta 5, die von Concepción her kommt.

## Kriminalität
Im März 2017 kam es verstärkt zu tödlichen Gewaltdelikten. Insbesondere stehen sich dort die Primeiro Comando da Capital (PCC) und das Comando Vermelho (CV) gegenüber. Dabei handelt es sich um zwei der größten auf den Handel mit Kokain und Marihuana ausgerichteten brasilianischen Gruppierungen der organisierten Kriminalität. Der ehemalige Innenminister Rafael Filizzola äußerte in diesem Zusammenhang, dass Pedro Juan Caballero zu den Städten in der Region und möglicherweise sogar weltweit gehöre, die die höchste Gewaltkriminalitätsrate aufweisen. Derzeit gäbe es dort jährlich rund 80 Morde je 100.000 Einwohner.

## Politik
Der Bürgermeister von Pedro Juan Caballero ist seit 2006 José Carlos Acevedo vom Partido Liberal Radical Auténtico (PLRA).

## Sport
Seit 1940 spielt der Fußballclub Independiente Futbol Club in Pedro Juan Caballero. Sein Stadion heißt La Caldera del Diablo.

## Persönlichkeiten
- Edison Giménez (* 1981), Fußballspieler